# 蓑田早人
蓑田 早人（みのだ はやと、1950年9月25日 - ）は、北海道出身の元騎手。

## 来歴
1969年3月に東京・森末之助厩舎からデビューし、同2日の東京第7競走5歳以上200万下・スズムラサキ（15頭中14着）で初騎乗を果たすと、4月20日の中山第11競走5歳以上200万下・ミスマツレンで初勝利を挙げる 。
森厩舎では徳吉一己・小林常泰の弟弟子となり、見習生として入門してデビューする辺りまでは森安弘昭が厩舎に所属しており、森安に技術や乗り方の基礎を教わった。
1年目の1969年から2桁で20勝台の25勝をマークし、1985年まで17年連続2桁勝利を記録。
2年目の1970年からはオンワードガイの主戦騎手として3連勝で朝日杯3歳ステークスを制し人馬共に重賞初制覇、3年目の1971年には菊花賞で13番人気ながらニホンピロムーテーの3着と健闘。1972年には函館記念を制し重賞2勝目を挙げ、有馬記念ではイシノヒカルの4着に入った。1973年には年明けにアメリカJCCでスガノホマレ・メジロムサシ、目黒記念（春）ではハクホオショウ・イナボレスを抑えて重賞を連勝。天皇賞（春）ではミリオンパラ・ハマノパレード・ランドプリンスを抑えて5着、天皇賞（秋）ではストロングエイト・ナオキ・トーヨーアサヒを抑えて3着に入った。1974年には函館記念で8頭中7番人気でトップハンデ59kgながらツキサムホマレの2着、天皇賞（秋）では12番人気ながらホウシュウエイトを抑えて4着、1975年には金杯（東）で尾形藤吉厩舎のワンツーに割って入る2着に入った。
1970年には2年連続20勝台となる26勝をマークし、3年目の1971年からは10勝台に落ち着く。
1973年には高松宮杯で10頭中8番人気のタケデンバードに騎乗し、直線では離されていた2番手を走っていたが、逃げる2番人気のハマノパレードが直線で落馬転倒し競走を中止したため、何の不利も受けずに1着入線。1番人気のベルワイドが3着止まりであった事もあり、万馬券決着となった。
蓑田を含む森厩舎に所属する騎手4人全員が乗って、勝たせているという珍しい記録 を持つヤマブキオーでは1974年に中京記念で人気に応えて同馬を重賞初勝利に導く。同年11月9日の東京第9競走4歳以上オープンではハイセイコー・タケホープをまとめて倒して圧勝し 、全国ファンにその名も知られるようになった。1977年の函館記念では63.5㎏で10㎏前後も重量差のある相手に付け入る隙も与えず快勝。
1978年には東上してきた服部正利厩舎の関西馬でキタノカチドキの妹に当たるリードスワローに騎乗し、12番人気の4歳牝馬特別（東）、10番人気の優駿牝馬で共に桜花賞馬オヤマテスコに先着する5着に入った 。
1979年の4歳牝馬特別（東）では伊藤修司厩舎の関西馬シルクスキーに騎乗し、アグネスレディー・マリージョーイ・フジマドンナを抑えて勝利した。
1980年にはテイオージャで4月29日の東京第9競走4歳中距離ステークスでアンバーシャダイ・キョウエイプロミスを抑えて勝利し、東京優駿ではオペックホース・モンテプリンスに次ぐ3着に入った。
スズフタバでは1980年の朝日杯3歳ステークスを11番人気でテンモンの2着に入って枠連万馬券を演出し、1981年の京成杯ではテンモン・キヨヒダカに次ぐ4着、NHK杯ではサンエイソロン・カツトップエースに次ぐ4着、福島記念ではハワイアンイメージを抑えてフジマドンナの2着に入った。
1983年にはアローボヘミアンで4月10日の中山第9競走エイプリルステークスを15頭中15番人気でキヨヒダカ・エイティトウショウを破り、カブトヤマ記念では2着に入った。
1985年にはオンワードガイ産駒のオンワードベスビオで中日新聞杯3着に入り、
15年ぶりの20勝台となる21勝をマーク。
1986年には自身初の1桁となる7勝に終わるが、1987年から1990年には4年連続2桁勝利を記録。
1985年9月29日の福島第2競走3歳新馬ではダイナコスモスに騎乗したが、人気に応えられず3着に終わり、同馬とのコンビはデビュー戦限りとなった。
1988年には金杯（東）を16頭中12番人気のダイコーター産駒アイアンシローで逃げる11番人気のダンケリキヤをクビ差捕らえて勝利し、1989年には自己最多で自身最後の20勝台となる29勝をマーク。
1991年にはスプリングステークスをアフターミーでシンホリスキーの2着に逃げ粘り、東京優駿でも逃げた。セイユウ記念を11頭中11番人気でタイムライン産駒の牝馬ヒロタイムで制すが、最後の重賞勝ちとなり、同年は5勝に終わる。
1993年からは3年連続2桁勝利を記録し、1995年の11勝が最後の2桁となった。
1993年にはモンタミールで函館記念をメンバー中最速上がり37秒7の脚を使って2着、福島記念でも上がり最速37秒2で3着に入った。1993年10月24日では福島第9競走きんもくせい特別ではランセットに騎乗して逃げたが、4コーナーでナリタブライアンに外から並びかけられる。直線ではナリタブライアンに楽な手応えで交わされて3馬身の差を付けられたが、3着馬には9馬身差を付けて2着に粘った。朝日杯3歳ステークスでは14頭中12番人気ながらイナズマタカオー・エイシンワシントン・ボディーガード・セタノキング・サムソンビッグ・サクラエイコウオーを抑えての4着と健闘。
1996年には自己最低の1勝に終わり、1998年10月11日の東京第1競走3歳未勝利・キングデールが最後の勝利となった。
2000年1月6日の中山第11競走サンライズステークス・ワンダーガール（16頭中8着）が最後の騎乗となり、同年2月29日に現役を引退。
リーディング上位に顔を出すことはなかったが、卓越した騎乗技術を武器にローカル開催で活躍し、引退するまで日本騎手クラブ副会長として騎手の地位向上にも貢献。
2001年4月より徳吉の後任として競馬学校専任教官に着任し、石橋脩・松岡正海ら騎手課程第19期生より担当。川田将雅・吉田隼人・三浦皇成・松山弘平・藤田菜七子などの教え子を送り出し、定年まで15年間務めた後も外部アドバイザーとして2020年まで関わった。
2022年からは競馬サイト「うまスクエア」でコラム「元競馬学校教官・蓑田早人の蓑田塾」を連載。

## 通算成績
| 通算成績 | 1着 | 2着 | 3着 | 4着以下 | 騎乗回数 | 勝率 | 連対率 |
| -------- | --- | --- | --- | ------- | -------- | ---- | ------ |
| 計       | 420 | 421 | 433 | 3391    | 4665     | .090 | .180   |

### 主な騎乗馬
- オンワードガイ（1970年朝日杯3歳ステークス、1972年函館記念、1973年アメリカジョッキークラブカップ・目黒記念 (春)）
- タケデンバード（1973年高松宮杯）
- ヤマブキオー（1974年中京記念、1977年函館記念）
- シルクスキー（1979年4歳牝馬特別 (東)）
- ポリートウショウ（1980年クイーンカップ）
- アイアンシロー（1988年金杯 (東)）
- ヒロタイム（1991年セイユウ記念）

その他
- キヨヒダカ
- ダイナコスモス
- タマミ
- リードスワロー
- ワカタイショウ